# Middletonia (Plantae)
Middletonia je rod gesnerijevki iz podtribusa Loxocarpinae, dio tribusa Trichosporeae. Sastoji se od 6 vrsta iz istočne Indije, Indokine i južne Kine.. 
Rod je opisan 2016. i u njega je uključeno 5 vrsta, , posljednja 6 vrsta, M. glebosa otkrivena je i opisana 2017.

## Vrste
1. Middletonia evrardii (Pellegr.) C.Puglisi
2. Middletonia glebosa C.Puglisi
3. Middletonia monticola (Triboun & D.J.Middleton) C.Puglisi
4. Middletonia multiflora (R.Br.) C.Puglisi
5. Middletonia regularis (Ridl.) C.Puglisi
6. Middletonia reticulata (Barnett) C.Puglisi